# Левино (Меленковский район)
Ле́вино (встречается вариант Лёвино) — деревня в Меленковском районе Владимирской области, входит в состав Денятинского сельского поселения.

## География
Расположено на севере района, примерно в 16 км от райцентра Меленки, ближайшая железнодорожная станция — Левино Муромского отделения Горьковской железной дороги. В Левино 4 улицы: Набережная, Овражная, Центральная и Школьная, действует средняя школа.

## История
Деревня Левино (или Лёвино) Меленковского уезда Владимирской губернии впервые упоминается в 1676 году, как принадлежащая помещику Левину, от которого и получила название. От помещичьей усадьбы сохранился пруд. В окладных книгах Рязанской епархии за 1676 год сельцо Левино значится в составе Денятинского прихода, в нем числилось двор помещиков, 7 дворов крестьянских, 1 двор задворного слуги и 1 бобыльский. 
В конце XIX — начале XX века деревня входила в состав Папулинской волости Меленковского уезда, с 1926 года — в составе Муромского уезда. В 1859 году в деревне числилось 51 дворов, в 1905 году — 95 дворов, в 1926 году — 176 дворов.
С 1929 года деревня входила в состав Озорновского сельсовета Меленковского района, с 1954 года являлась центром Левинского сельсовета, с 2005 года — в составе Денятинского сельского поселения. 

## Население
| 1859 | 1905 | 1926 | 2002 | 2010 | 2021 |
| ---- | ---- | ---- | ---- | ---- | ---- |
| 303  | ↗678 | ↗983 | ↘443 | ↘367 | ↘360 |

## Инфраструктура
В деревне имеются Левинская Средняя Общеобразовательная школа (основана в 1903 году), библиотека, отделение почтовой связи.